# Wat Mahathat Yuwaratrangsarit

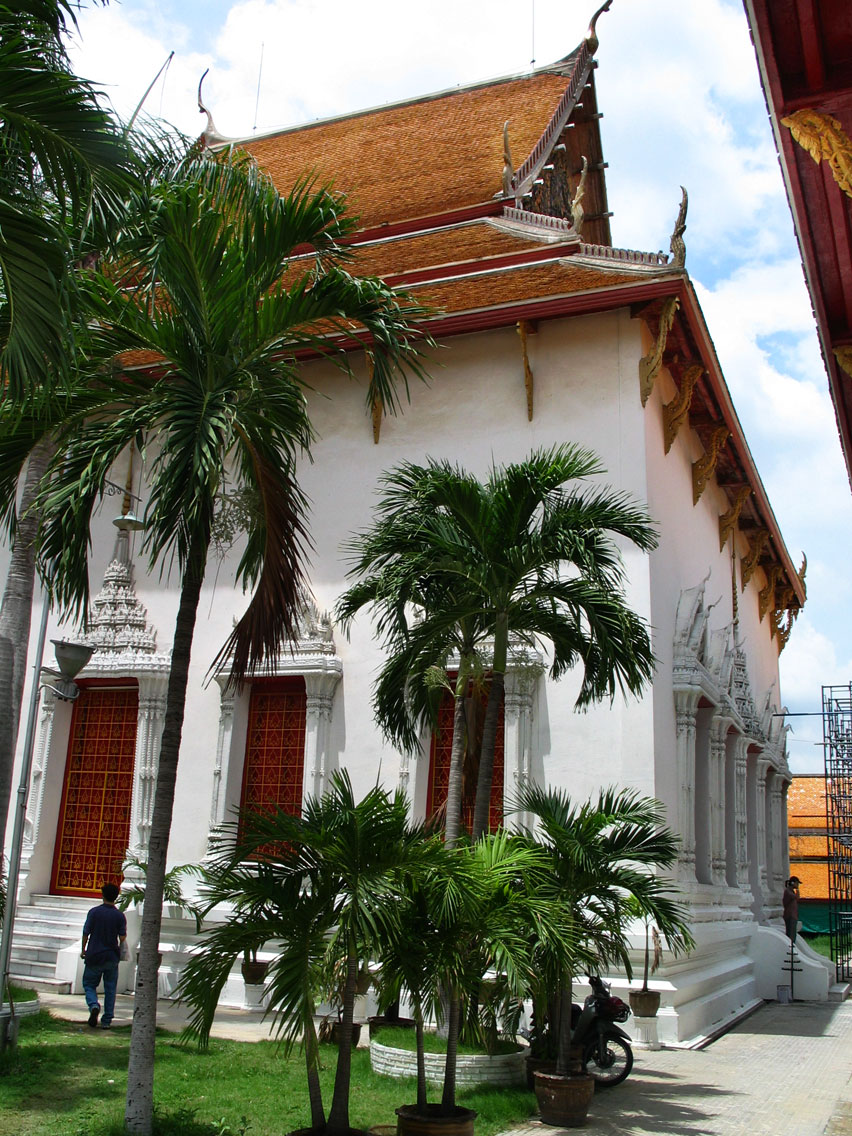
Wat Mahathat

Wat Mahathat Yuwaratrangsarit Rajaworamahavihara (Thai: วัด มหาธาตุ ยุวราชรังสฤษฎิ์ ราชวรมหาวิหาร) is een boeddhistische tempel (wat) in het district Phra Nakhon in Bangkok, Thailand. Het is een van de tien koninklijke tempels van de hoogste klasse in Bangkok (23 in heel Thailand).
De tempel is gebouwd in de periode van het koninkrijk Ayutthaya (1351-1767) onder de naam Wat Salak (เดิมเรียกว่าวัดสลั). Kort nadat Bangkok werd vastgesteld als hoofdstad, werd de tempel strategisch geplaatst tussen het nieuw gebouwde Grand Palace en Front Palace (woonplaats van de vice-koning). Als gevolg hiervan werd de tempel gebruikt voor koninklijke ceremonies en begrafenissen.
Gedurende de afgelopen twee eeuwen is de tempel gerenoveerd en werd het in status verhoogd door vele Thaise koningen. Het werd de Wat Mahathat van Bangkok in 1803 en kreeg zijn huidige naam in 1996. De Mahachulalongkornrajavidyalaya Universiteit, het oudste hoger onderwijs van Thailand voor boeddhistische monniken, bevindt zich in deze tempel.